# Walter Scheller
Pour les articles homonymes, voir Scheller.
Walter Scheller, né le 27 janvier 1892 à Hanovre et mort le 21 juillet 1944 à Brest en Biélorussie, était un Generalleutnant allemand au sein de la Heer dans la Wehrmacht pendant la Seconde Guerre mondiale.
Il a reçu la Croix de chevalier de la Croix de fer (en allemand : Ritterkreuz des Eisernen Kreuzes). Cette décoration est attribuée pour un acte de bravoure extrême sur le champ de bataille ou un commandement avec un succès militaire.

## Biographie
Walter Scheller rejoint l'armée le 13 février 1911 en tant que cadet . Le 18 août 1912, il est promu lieutenant dans le 82e régiment d'infanterie (de) et sert comme officier pendant la Première Guerre mondiale .
Après la fin de la guerre, il est accepté dans la Reichswehr , et devient capitaine de cavalerie dans le 12e régiment de cavalerie  en 1923 puis sert comme capitaine dans le 16e régiment d'infanterie. Il a ensuite servit comme commandant et officier d'état-major dans diverses unités. Promu major le 1er avril 1933, Scheller passe dans la Wehrmacht et est promu lieutenant - colonel le 1er septembre 1935 . À partir du 1er octobre 1937, il est chef de département au ministère de la Guerre du Reich , notamment au département des Affaires étrangères (Ausl)  . Promu colonel le 1er mars 1938, il prend le commandement du régiment d'infanterie 66 de la 13e division d'infanterie dans la région de Magdebourg le 10 novembre 1938 .
Après le déclenchement de la Seconde Guerre mondiale, il devient chef d'état-major du commandement général adjoint du Xe corps d'armée à Hambourg . Le 26 mai 1940, il prend la tête de la 8th Rifle Brigade de la 8e Panzer Division , qu'il commande dans la deuxième phase de la campagne de l'Ouest et en avril 1941 dans la campagne des Balkans .
À partir de juillet 1941, il est officier d'état-major de la 8e division Panzer dans les États baltes lors de l'opération Barbarossa . Le 1er octobre 1941, il est promu général de division et le 20 octobre 1941, il prend la tête de la 11e Panzer Division , dont il prend officiellement le commandement le 29 décembre 1941.  Il commande jusqu'à la mi-mai 1942. Après un court passage dans la réserve du Führer , il commande pendant un an la 9e Panzerdivision à partir du 28 juillet 1942  et est promu lieutenant général le 1er janvier 1943. Après avoir été blessé en juillet 1943 il dut abandonner le commandement de la 9e Panzerdivision et n'assuma par la suite plus de commandement sur le front. Le 20 octobre 1943, il prend la tête de la 334th Infantry Division rétablie pendant un mois et, entre autres, procède au transfert de la division en Italie. Le 27 novembre 1943, en même temps que son commandement de la 334th Infantry Division, il devient commandant de la 337th Infantry Division sur le Central Eastern Front en tant que représentant du lieutenant-général Otto Schünemann. Il a ensuite repris son commandement. Le 1er février 1944, il rejoint brièvement la réserve de chef jusqu'à ce qu'il soit nommé commandant de la forteresse de Brest-Litovsk le 7 mars 1944. Walter Scheller est tué à Brest-Litovsk le 21 juillet 1944, durant l'offensive de Lublin-Brest.

## Décorations
- Croix de fer (1914)
  - 2e classe
  - 1re classe
- Insigne des blessés (1914)
  - en Noir
- Croix d'honneur
- Agrafe de la Croix de fer (1939)
  - 2e classe
  - 1re classe
- Insigne de combat des blindés
- Médaille du Front de l'Est
- Croix allemande en Or (4 février 1943)
- Croix de chevalier de la Croix de fer
  - Croix de chevalier le 3 avril 1943 en tant que Generalmajor et commandant de la 9. Panzer-Division[1]
- Mentionné dans le bulletin radiophonique Wehrmachtbericht (24 juillet 1944)